# NGC 1160
NGC 1160 (другие обозначения — UGC 2475, MCG 7-7-14, ZWG 540.27, KCPG 86A, IRAS02579+4445, PGC 11403) — спиральная галактика в созвездии Персея, находящаяся примерно в 116 млн св. лет от Земли. Открыта совместно с галактикой NGC 1161 английским астрономом Уильямом Гершелем 7 октября 1784 года. NGC 1160 образует визуальную пару с галактикой NGC 1161. Обе галактики находятся между Местным сверхскоплением галактик и сверхскоплением Персея-Рыб вблизи центра Местного войда. Описание Дрейера: «тусклый, вытянутый объект».
Объект входит в число перечисленных в оригинальной редакции «Нового общего каталога».